# ایزرائیل هورویتز
ایزرائیل هورویتز (انگلیسی: Israel Horovitz؛ زادهٔ ۳۱ مارس ۱۹۳۹ – درگذشته ۹ نوامبر ۲۰۲۰) نمایشنامه‌نویس، کارگردان و هنرپیشه آمریکایی بود. از فیلم‌هایی که وی در آن نقش داشته‌است، می‌توان به نور خورشید اشاره کرد. او از بنیانگذاران شرکت تئاتر گلاسستر است. او فیلم‌هایی چون بانوی پیر من و نویسنده! نویسنده! و نمایش‌هایی مثل هندی به دنبال برانکس است را نوشته‌است.